# 18110 HASI
18110 HASI (2000 NK13) là một tiểu hành tinh vành đai chính được phát hiện ngày 5 tháng 7 năm 2000 bởi Chương trình nghiên cứu đối tượng gần Trái Đất của đài thiên văn Lowell ở Đài thiên văn Lowell.